# Kubinyi Anna

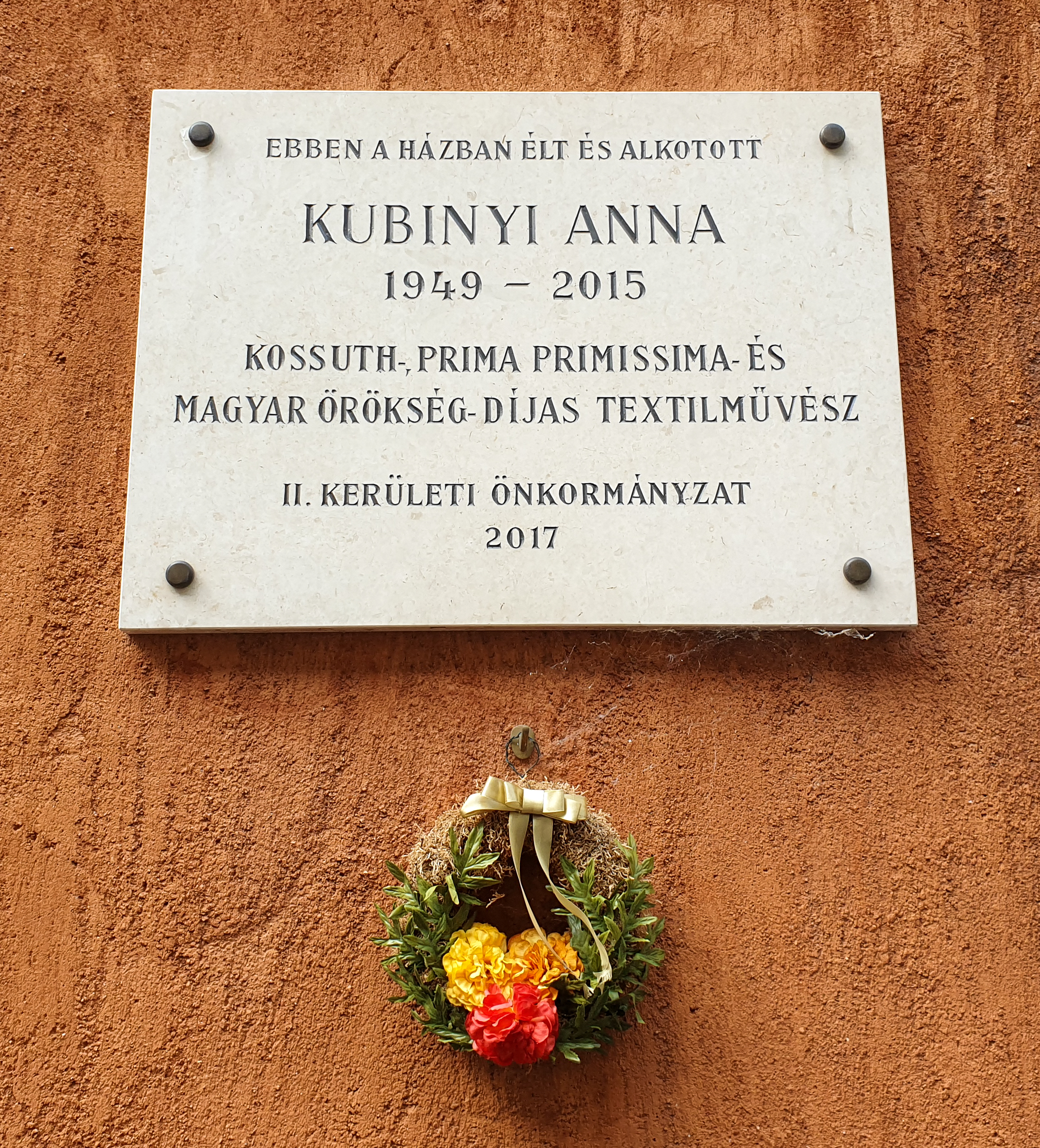
Emléktáblája Budapest II. kerületében

Kubinyi Anna (Makó, 1949. február 10. – Budapest, 2015. március 27.) Kossuth-díjas magyar gobelintervező, textilművész.

## Életpálya
Makón, pedagógus szülők gyermekeként született, egy évvel később a család Szegedre költözött. A középiskolát a Tömörkény István Gimnáziumban végezte. 1970 és 1976 között a Magyar Iparművészeti Főiskola hallgatója, jelentősebb művészeti mesterei Plesnivy Károly és Szilvitzky Margit voltak. Eredetileg keramikus szeretett volna lenni, de egy véletlen folytán papírjai elkeveredtek, és a gobelinszakra vették fel. Művészeti tanulmányai elősegítették, hogy kialakítsa egyéni technikájához kapcsolódó motívumvilágát, amely a természet és tájmegjelenítést helyezte előtérbe. A szövés és relieftechnika segítségével plasztikus, a síkból kilépő, erősen absztrahált, dinamikus kompozíciókat teremtett egyszerű anyagok alkalmazásával, mint a juta, kender, spárga. Munkáihoz maga festette, dolgozta fel és a szövés segítségével gyapjúval és selyemmel ékesítette érzés és színvilágát. Pályafutása alatt kialakított, a térbe táguló, látványosságot biztosító alkotásai rendkívüli népszerűséget hoztak művészetének.
A nemzetközileg is sikeres művészekhez hasonlóan 1990-től 2000-ig kisebb-nagyobb megszakításokkal Franciaországban élt, dolgozott és jelentős sikerrel állította ki műveit. Hazatérését követően egyéni technikáját alkalmazva mély érdeklődéssel fordult a hazafiság felé. Erdélyi utazásainak hatására új témaként az ősi és népművészeti hagyaték motívumait dolgozta fel.

## Sikerei, díjai
Sikeres, elismert művészi munkásságát több alkalommal ismerte el szakmai zsűri. Elismerései közül említésre érdemesek:
- 1987 • Nívódíj, Magyar Kulturális Minisztérium
- 1991 • Nizzai Művészeti Nagydíj
- 1992 • St. Paul város különdíja
- 2005 • Magyar Művészetért díj, Magyar Művészetért Alapítvány
- 2006 • Bartók Béla Emlékdíj, Magyar Művészetért Alapítvány
- 2010 • Prima Primissima díj
- 2013 • Kossuth-díj
- 2013 • Szervátiusz-díj[3]
- 2016 • Magyar Örökség díj (posztumusz)[4]

## Egyéni kiállításai
Tanulmányai befejezése után folyamatosan alakította ki egyéni motívum és színvilágát. Műhelyében, kitartó tervezéssel és kézügyességgel elkészített munkáit egyéni kiállításokon mutatta meg a nagyközönségnek. Kiállításait eleinte Magyarországon, majd Európa több országában mutatta be. Kiemelkedő sikereket ért el Franciaországban, hazatérése után, új stílusával kapott kiemelkedő figyelmet. Egyéni kiállításai közül az alábbiakat említjük meg:					
1983 • Móra Ferenc Múzeum, Szeged
1985 • József Attila Múzeum, Makó
1988 • Művelődési Központ, Várpalota
1989 • Vörösmarty Színház, Székesfehérvár • Marczibányi Művelődési Központ
1990 • Vigadó Galéria, Budapest (kat.) • Városi Galéria, Rocquebrune (FR)
1991 • Aréna Galéria - Nizza, Franciaország • Gabrielle Fliegans Galéria, Metropole Palace, Monaco
1995 • Fészek Művészklub - Budapest • Művelődési Központ - Várpalota
1996 • Városi Galéria - Roquebrune (FR) • V.A.M. Design Center - Budapest
1998 • Café Royal - London, Nagy-Britannia
2000  • Palais de l’Europe - Menton (FR) • Millennium Dome - London, Nagy-Britannia • Collegium Hungaricum, Bécs (Au)
2001 • Bartók Galéria, Szeged • Vízivárosi Galéria, Budapest • Magyar Intézet, Párizs (FR)
2004 • Magyar Magic, School of Art, Glasgow, Nagy-Britannia
2005 • Dorottya Galéria, Budapest • Polgárok Háza, Budapest • Stadtkirche, Weinheim, Németország • Magyar Intézet, Helsinki (Finno.)
2006 • Magyar Intézet, Tallinn, Észtország • Magyar Kulturális Központ, London (Nagy-Britannia) • Kass Galéria, Szeged • Royal Park Hotel, Tokió (J) • Gyárfás Jenő Képtár, Sepsiszentgyörgy (Ro) • Magyar Intézet- Bukarest (Ro)
2007 • Kriterion Ház, Csíkszereda (Ro) • Bernády Ház, Marosvásárhely (Ro) • Művelődési Ház, Székelyudvarhely (Ro) • Egry József Múzeum, Badacsony
2008 • DOTE Galéria – Debrecen
2009 • Magyar Kulturális Központ, Delhi (India) • Móra Ferenc Múzeum, Szeged
2010 • Kastélymúzeum, Fonyód • Semmelweis Szalon, Budapest
2011 • Európa Parlament, Brüsszel, Belgium • Városi Műhely Galéria, Szentendre • Vízivárosi Galéria, Budapest • József Attila Múzeum, Makó
2012 • Duna Palota, Budapest • Kultúrpalota, Marosvásárhely • Klebelsberg Kultúr Kúria, Budapest
2013 • Balassi Intézet, Budapest • Victoria Memorial Hall, Kolkata, India
2014 • Duna Palota, Budapest • Csíki Székely Múzeum, Csíkszereda, Erdély • Várnegyed Galéria, Budapest
2015 • Makovecz-templom, Százhalombatta
2016 • Szent István Művelődési Ház, Székesfehérvár • Bernáth Aurél Galéria, Ábrahámhegy • Hírös Agóra Kulturális Központ, Kecskemét
2017 • Pesti Vigadó, Budapest
2018 • Bölcs Vár, Budapest

### Válogatott csoportos kiállításai
1975 • Fiatal Művészek Klubja, Budapest
1978 • Fiatal művészek tárlata, Szeged • 5. Fal- és Tértextil Biennálé, Savaria Múzeum, Szombathely • Gondolatok lágy anyagokra, Fiatal Művészek Klubja, Budapest
1980 • 6. Fal- és Tértextil Biennálé, Savaria Múzeum, Szombathely • A kéz intelligenciája, Műcsarnok, Budapest • Mezőgazdaság a művészetben, Magyar Mezőgazdasági Múzeum, Budapest • Mai magyar iparművészet, Vigadó Galéria, Budapest
1981 • Nyári Tárlat, Szeged • Mai magyar iparművészet, Szófia (Bulgária)
1983 • Modern magyar textilművészet, Centre Culturel des Visitadines, Amiens • Espace Pierre Cardin, Párizs • École Nationale d'Art Décoratif d'Aubusson, Aubusson • M. du Mans, Le Mans
1985 • Handwerkmesse, München • Mezőgazdaság a művészetben, Mezőgazdasági Múzeum, Budapest • Magyar Gobelin 1945-1985, Műcsarnok, Budapest
1986 • Lienz (Au) • Gobelin 15, Vigadó Galéria, Budapest
1990 • 11. Fal- és Tértextil Biennálé, Szombathelyi Képtár, Szombathely • Mezőgazdaság a művészetben, Vajdahunyadvár, Budapest • Őszi Szalon, Banque Mutuel, Nizza, Franciaország
1991 • Művészetek Háza, Nizza (FR) • Mai Magyar Művészek, Insead, Fontainebleau (FR)
1992 • Nemzetközi Textilkiállítás - Európa-palota, Menton (FR) • MHB Művészeti Alapítványa ösztöndíjasainak kiállítása - Műcsarnok, Olof Palme-ház, Budapest
1996 • Magyar Művészek Kiállítása - Loburg, Németország
2001 • Millenniumi Iparművészeti Kiállítás - Műcsarnok, Budapest • Élmény és Eszmény, Iparművészeti Kiállítás, Gödöllő
2007 • 12. Nemzetközi Textil Triennálé meghívott, Łódź, Lengyelország
2008 • Művészet és Mecenatúra- Kogart, Budapest